# Lijst van Nederlandse ministers van Volkshuisvesting en Ruimtelijke Ordening
De minister van Volkshuisvesting en Ruimtelijke Ordening (VRO)  staat aan het hoofd van het Ministerie van Volkshuisvesting en Ruimtelijke Ordening. 

## Bewindslieden sinds 1945
Sinds 1945 hebben in Nederland onderstaande personen het ambt van minister op dit ministerie vervuld:
| Kabinet | Periode    | Volkshuisvesting en Ruimtelijke Ordening               | Volkshuisvesting en Ruimtelijke Ordening               | Volkshuisvesting en Ruimtelijke Ordening               | Volkshuisvesting en Ruimtelijke Ordening               | Partij | Partij |
| --- | ---------- | ------------------------------------------------------ | ------------------------------------------------------ | ------------------------------------------------------ | ------------------------------------------------------ | ------ | ------ |
| kabinet-Schoof | 2024-heden | Mona Keijzer                                           | Mona Keijzer                                           | Mona Keijzer                                           | Mona Keijzer                                           |        | BBB    |
| vanaf 2024 minister van Volkshuisvesting en Ruimtelijke Ordening. |            |                                                        |                                                        |                                                        |                                                        |        |        |
| van 2022 tot 2024 was er een Minister voor Volkshuisvesting en Ruimtelijke Ordening, als minister zonder portefeuille verbonden aan het Ministerie van Binnenlandse Zaken en Koninkrijksrelaties. |            |                                                        |                                                        |                                                        |                                                        |        |        |
| vanaf 2010 zie Minister van Infrastructuur (Ruimtelijke Ordening en Milieubeheer) en Minister van Binnenlandse Zaken en Koninkrijksrelaties (Volkshuisvesting).                                   |            |                                                        |                                                        |                                                        |                                                        |        |        |
| Kabinet | Periode    | Volkshuisvesting, Ruimtelijke Ordening en Milieubeheer | Volkshuisvesting, Ruimtelijke Ordening en Milieubeheer | Volkshuisvesting, Ruimtelijke Ordening en Milieubeheer | Volkshuisvesting, Ruimtelijke Ordening en Milieubeheer | Partij | Partij |
| kabinet-Balkenende IV | 2010       | Tineke Huizinga                                        | Tineke Huizinga                                        | Tineke Huizinga                                        | Tineke Huizinga                                        |        | CU     |
| kabinet-Balkenende IV | 2007-2010  | Jacqueline Cramer                                      | Jacqueline Cramer                                      | Jacqueline Cramer                                      | Jacqueline Cramer                                      |        | PvdA   |
| kabinet-Balkenende III | 2006-2007  | Pieter Winsemius                                       | Pieter Winsemius                                       | Pieter Winsemius                                       | Pieter Winsemius                                       |        | VVD    |
| kabinet-Balkenende III | 2006       | Karla Peijs (wnd.)                                     | Karla Peijs (wnd.)                                     | Karla Peijs (wnd.)                                     | Karla Peijs (wnd.)                                     |        | CDA    |
| kabinet-Balkenende III | 2006       | Sybilla Dekker                                         | Sybilla Dekker                                         | Sybilla Dekker                                         | Sybilla Dekker                                         |        | VVD    |
| kabinet-Balkenende II | 2003-2006  | Sybilla Dekker                                         | Sybilla Dekker                                         | Sybilla Dekker                                         | Sybilla Dekker                                         |        | VVD    |
| kabinet-Balkenende I | 2002-2003  | Henk Kamp                                              | Henk Kamp                                              | Henk Kamp                                              | Henk Kamp                                              |        | VVD    |
| kabinet-Kok II | 1998-2002  | Jan Pronk                                              | Jan Pronk                                              | Jan Pronk                                              | Jan Pronk                                              |        | PvdA   |
| kabinet-Kok I | 1994-1998  | Margreeth de Boer                                      | Margreeth de Boer                                      | Margreeth de Boer                                      | Margreeth de Boer                                      |        | PvdA   |
| kabinet-Lubbers III | 1989-1994  | Hans Alders                                            | Hans Alders                                            | Hans Alders                                            | Hans Alders                                            |        | PvdA   |
| kabinet-Lubbers II | 1986-1989  | Ed Nijpels                                             | Ed Nijpels                                             | Ed Nijpels                                             | Ed Nijpels                                             |        | VVD    |
| kabinet-Lubbers I | 1982-1986  | Pieter Winsemius                                       | Pieter Winsemius                                       | Pieter Winsemius                                       | Pieter Winsemius                                       |        | VVD    |
| vanaf 1982 minister van Volkshuisvesting, Ruimtelijke Ordening en Milieubeheer |            |                                                        |                                                        |                                                        |                                                        |        |        |
| Kabinet | Periode    | Volkshuisvesting en Ruimtelijke Ordening               | Partij                                                 | Partij                                                 | Volksgezondheid en Milieuhygiëne                       | Partij | Partij |
| kabinet-Van Agt III | 1982       | Erwin Nypels                                           |                                                        | D66                                                    | Til Gardeniers-Berendsen                               |        | CDA    |
| kabinet-Van Agt II | 1981-1982  | Marcel van Dam                                         |                                                        | PvdA                                                   | Til Gardeniers-Berendsen                               |        | CDA    |
| kabinet-Van Agt I | 1981       | Dany Tuijnman (wnd.)                                   |                                                        | VVD                                                    | Leendert Ginjaar                                       |        | VVD    |
| kabinet-Van Agt I | 1977-1981  | Pieter Beelaerts van Blokland                          |                                                        | CDA                                                    | Leendert Ginjaar                                       |        | VVD    |
| kabinet-Van Agt I | 1977-1981  | Pieter Beelaerts van Blokland                          | CHU                                                    |                                                        | Leendert Ginjaar                                       |        | VVD    |
| kabinet-Den Uyl | 1973-1977  | Hans Gruijters                                         |                                                        | D66                                                    | Irene Vorrink                                          |        | PvdA   |
| kabinet-Biesheuvel II | 1972-1973  | Bé Udink                                               |                                                        | CHU                                                    | Louis Stuyt                                            |        | KVP    |
| kabinet-Biesheuvel I | 1971-1972  | Bé Udink                                               |                                                        | CHU                                                    | Louis Stuyt                                            |        | KVP    |
| vanaf 1971 minister van Volkshuisvesting en Ruimtelijke Ordening & minister van Volksgezondheid en Milieuhygiëne                                                                                  |            |                                                        |                                                        |                                                        |                                                        |        |        |
| Kabinet | Periode    | Volkshuisvesting en Ruimtelijke Ordening               | Volkshuisvesting en Ruimtelijke Ordening               | Volkshuisvesting en Ruimtelijke Ordening               | Volkshuisvesting en Ruimtelijke Ordening               | Partij | Partij |
| kabinet-De Jong | 1967-1971  | Wim Schut                                              | Wim Schut                                              | Wim Schut                                              | Wim Schut                                              |        | ARP    |
| kabinet-Zijlstra | 1966-1967  | Herman Witte                                           | Herman Witte                                           | Herman Witte                                           | Herman Witte                                           |        | KVP    |
| kabinet-Cals | 1965-1966  | Pieter Bogaers                                         | Pieter Bogaers                                         | Pieter Bogaers                                         | Pieter Bogaers                                         |        | KVP    |
| vanaf 1965 minister van Volkshuisvesting en Ruimtelijke Ordening |            |                                                        |                                                        |                                                        |                                                        |        |        |
| Kabinet | Periode    | Volkshuisvesting en Bouwnijverheid                     | Volkshuisvesting en Bouwnijverheid                     | Volkshuisvesting en Bouwnijverheid                     | Volkshuisvesting en Bouwnijverheid                     | Partij | Partij |
| kabinet-Marijnen | 1963-1965  | Pieter Bogaers                                         | Pieter Bogaers                                         | Pieter Bogaers                                         | Pieter Bogaers                                         |        | KVP    |
| kabinet-De Quay | 1959-1963  | Jan van Aartsen                                        | Jan van Aartsen                                        | Jan van Aartsen                                        | Jan van Aartsen                                        |        | ARP    |
| kabinet-Beel II | 1958-1959  | Herman Witte                                           | Herman Witte                                           | Herman Witte                                           | Herman Witte                                           |        | KVP    |
| kabinet-Drees III | 1956-1958  | Herman Witte                                           | Herman Witte                                           | Herman Witte                                           | Herman Witte                                           |        | KVP    |
| vanaf 1956 minister van Volkshuisvesting en Bouwnijverheid |            |                                                        |                                                        |                                                        |                                                        |        |        |
| Kabinet | Periode    | Wederopbouw en Volkshuisvesting                        | Wederopbouw en Volkshuisvesting                        | Wederopbouw en Volkshuisvesting                        | Wederopbouw en Volkshuisvesting                        | Partij | Partij |
| kabinet-Drees II | 1952-1956  | Herman Witte                                           | Herman Witte                                           | Herman Witte                                           | Herman Witte                                           |        | KVP    |
| kabinet-Drees I | 1951-1952  | Joris in 't Veld                                       | Joris in 't Veld                                       | Joris in 't Veld                                       | Joris in 't Veld                                       |        | PvdA   |
| kabinet-Drees-Van Schaik | 1948-1951  | Joris in 't Veld                                       | Joris in 't Veld                                       | Joris in 't Veld                                       | Joris in 't Veld                                       |        | PvdA   |
| kabinet-Beel I | 1948       | Joris in 't Veld                                       | Joris in 't Veld                                       | Joris in 't Veld                                       | Joris in 't Veld                                       |        | PvdA   |
| kabinet-Beel I | 1946-1948  | Lambertus Neher                                        | Lambertus Neher                                        | Lambertus Neher                                        | Lambertus Neher                                        |        | PvdA   |
| vanaf 1947 minister van Wederopbouw en Volkshuisvesting |            |                                                        |                                                        |                                                        |                                                        |        |        |
| Kabinet | Periode    | Openbare Werken en Wederopbouw                         | Openbare Werken en Wederopbouw                         | Openbare Werken en Wederopbouw                         | Openbare Werken en Wederopbouw                         | Partij | Partij |
| kabinet-Beel I | 1946-1947  | Hein Vos (wnd.)                                        | Hein Vos (wnd.)                                        | Hein Vos (wnd.)                                        | Hein Vos (wnd.)                                        |        | PvdA   |
| kabinet-Beel I | 1946       | Johan Ringers                                          | Johan Ringers                                          | Johan Ringers                                          | Johan Ringers                                          |        | O      |
| kabinet-Schermerhorn-Drees | 1945-1946  | Johan Ringers                                          | Johan Ringers                                          | Johan Ringers                                          | Johan Ringers                                          |        | O      |
| vanaf 1945 minister van Openbare Werken en Wederopbouw |            |                                                        |                                                        |                                                        |                                                        |        |        |

Minister-president · Algemene Zaken · Asiel en Migratie · Binnenlandse Zaken en Koninkrijksrelaties · Buitenlandse Zaken · Defensie · Economische Zaken · Financiën · Infrastructuur en Waterstaat · Justitie · Klimaat en Groene Groei · Landbouw, Visserij, Voedselzekerheid en Natuur · Onderwijs, Cultuur en Wetenschap · Sociale Zaken en Werkgelegenheid · Volksgezondheid, Welzijn en Sport · Volkshuisvesting en Ruimtelijke Ordening · zonder portefeuille

Voormalige ministeries: 

Eredienst